# 合众会堂

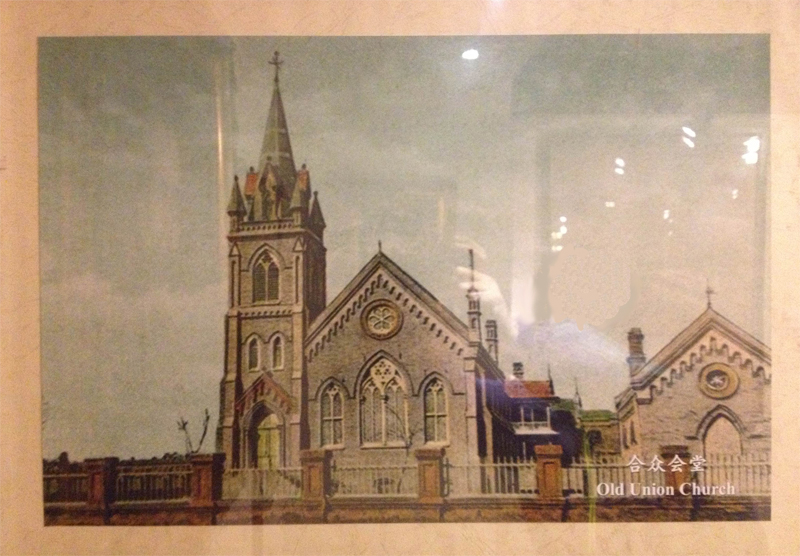
旧明信片上的合众会堂

合众会堂（Union Church）是天津历史上一座著名的基督教新教教堂。该教堂是一所侨民教堂，是新教各派联合进行宗教活动的场所。该教堂创建于天津开埠之初的1864年，服务于来津的外国侨民（当时他们大部分住在宫北大街，1866年有112人）。教堂最初位于法租界海大道（今大沽路），是该租界内早期建成的极少数建筑物之一。1870年天津教案后，天津外侨搬入租界。
在合众会堂的大门左右两侧，各有一块墓碑，其中一块是纪念伦敦会传教士韦雅各（James Williamson），1863年来华，1869年8月24日，在乘船沿大运河南下去山东传教途中，在陈官屯镇遭一群劫匪杀害。
19世纪末，在天津的外侨人数逐渐增加，1897年，他们在新划入天津英租界的扩充界（British Municipal Extension）内，选址戈登道（今湖北路）与巴克斯道（今保定道）的转角处，重建新的合众会堂，规模也有所扩大。后来，一些在外国洋行做事的华人基督徒也来合众教堂进行宗教活动。
天津合众会堂不分教派，各教派分时段使用，牧师定期轮流讲道。合众会堂的信徒成分颇为复杂，除了占一半的传教士及其家人较为稳定外，剩下的商人、水手、旅客等变化频繁。
1934年3月27日，李爱锐的婚礼在此举行。
1950年代初，外侨撤离中国，由中国传道人吴承田主持的小白楼教堂并入合众会堂，称为湖北路教会，由吴承田负责。1958年被关闭。1976年唐山大地震中，教堂受损，此后被拆除，改建为第九塑料厂。